# イカタケ
イカタケ (Lysurus arachnoideus)はスッポンタケ目のツマミタケ属に分類されるキノコの一種である。

## 形態
未熟で幼い子実体は白色の殻皮外層に包まれた球状をなし、径1-4 cm程度、基部には細かく枝分かれした細い紐状の根状菌糸束を備える。殻皮は、白色で薄く強靭な皮質の外層と、やや堅いゼラチン質で半透明な厚い殻皮中層および無色透明でごく薄いが強靭な殻皮内層に区分され、これら三重の層に囲まれて托が形成される。托の頂部には円錐状に折りたたまれた腕があり、これに囲まれて灰緑色ないし帯オリーブ黒褐色の胞子塊（基本体）が認められる。
じゅうぶんに成熟すると頂部が裂開して托が伸長し始め、成熟時には全体の高さ5-10 cm程度に達し、殻皮の各層は袋状に一体化したまま托の基部に残ってつぼを形成する。托の頂部には、放射状に配列した7-15本程度の腕が形成され、初めは托の上端に載った泥状の胞子塊を囲むように直立・密集しているが、托がじゅうぶんに伸長した後、不規則に伸縮しながら放射状に展開し、成熟した子実体ではイソギンチャクあるいは逆さに立ったイカを連想させる形をとる。托は白色で径1-3 cm程度になり、中空で折れやすく、その壁は1-2層に配列した多数の泡状の小室で構成されている。托の上端から放射状に伸び広がった腕は白色を呈し、先端に向かって鞭状に細まり、中途で分岐することなく、内面にはちりめん状の横じわを備え、内部は管状に中空で隔壁を生じない。托の上端に載った胞子塊は次第に粘液状の塊となり、しばしば腕同士の間隙からしたたり落ちることがあり、魚肉が腐敗したような悪臭を放つ。
胞子は狭楕円形で無色・薄壁、油滴を欠く。担子器は、子実体の生長に伴ってすみやかに消え去るため、その所見については知られていない。托や腕の壁は、無色で薄い壁を備えた球形細胞の集合体で構成されている。殻皮外層は、やや厚い壁を備えた細い菌糸が密に絡み合って形成されており、殻皮中層では菌糸はまばらに絡み合い、菌糸同士の間隙を無色のゼラチン質が満たしている。殻皮内層においては、菌糸は細いが明らかに厚壁で、密に絡み合うとともにその間隙にはゼラチン質が存在している。

## 生態
梅雨期および秋から初冬にかけて、地上に詰まれたおがくずやイネのもみがらなどの上・肥沃な砂質土壌、木材の破片の上、あるいは芝生上などに群生ないし散生し、まれに菌輪を作る。
球状のつぼみの裂開は一般に夜半から早朝にかけて開始され、子実体の成熟は早朝ないし午前中に完了することが多いとされている。三重県いなべ市藤原町（当時の員弁郡藤原町山口）で観察された例では、1990年7月30日の午前5時43分の時点では未裂開の状態であったつぼみは、同日の午前6時57分には、円錐形に集合した腕が完全に外に現れ、午前8時32分にはほぼ完全に成熟したという。また、2011年にはテレビ番組『探偵!ナイトスクープ』（朝日放送）の撮影スタッフが、大阪府枚方市でイカタケの成長過程の撮影に成功した。
成熟した子実体では、胞子塊は悪臭の強い粘液状となり、昆虫や小動物を誘引して胞子の分散をはかる（虫媒）が、胞子塊が雨滴によって流れて分散することも当然あり得ると考えられている。分散に関係する動物としては、キンバエなどが挙げられている。

## 分布
熱帯から亜熱帯に分布の中心があると考えられ、ジャワ島・ボルネオ島・スマトラ島・インドシナ半島南部（コーチシナ）・中国・台湾
あるいはハワイ島などからの報告がある。マレーシア・ニュージーランド・ベトナムにも産し、インド・スリランカや、西アフリカのシエラレオネでも見出されている。オーストラリア・南アメリカ・ニューカレドニアなどからは、別の学名で報告されてきていたが、現在ではイカタケそのものであるとして訂正されている。なお、タイプ標本はラオスで得られたものであるという。
日本国内では宮城県・石川県富山県・愛知県・滋賀県・京都府・三重県・鳥取県・広島県・島根県・香川県・高知県・愛媛県・熊本県・大分県・宮崎県および沖縄県などから見出されている。

## 類似種
かつて本種が属していたアカイカタケ属には約30種が知られており、それらの中には、イカタケと同様に子実体全体がほぼ白色を呈していても別の学名が与えられている菌がいくつかあるが、分布が熱帯から亜熱帯にかけての地域に偏るものが多いこと・採集される機会自体が少ないこと・タイプ標本が採集されて以来の再記録がほとんどなく、タイプ標本そのものの所在についても明らかでない種があることなどの理由から、個々の種に対する詳細な分類学的検討（イカタケとの異同を含む）はほとんど進んでいない。
さらに、この属に置かれる菌が、もともと形態的な変異性に富んでいるのではないかと推測されることもあり、大半の学名を属のタイプ種であるアカイカタケ（Aseroe rubra Labill）の異名として扱う意見もある。
アカイカタケ属のうち日本での分布が知られている種としては、アカイカタケおよびアカヒトデタケ（Aseroë coccinea Imazeki & Yoshimi ex Kasuya）が挙げられるが、両者ともに子実体の上端の盤状部が深赤色を呈することで、イカタケとは容易に識別することができる。また、ブラジル産の標本をもとに記載されたAseroë floriformis Baseia & Calongeは、子実体上端の盤状部はやはり橙赤色ないし桃色を呈し、その外周は触手状に分岐することはない（全体として皿状をなす）ことや、柄も桃色を帯びることなどにおいて、イカタケとは明らかに異なっている。
インドからは、子実体上端の盤状部が鮮やかな赤色を呈するイカタケの採集記録があるが、この標本についてはアカヒトデタケと同一種ではないかと疑う意見がある。

## 和名・学名・英名
和名はイカを連想して名づけられたものである。かつてクモガタスッポンタケ（蜘蛛形鼈茸）の和名（種小名を意訳したものと思われる）が与えられたこともあったが、定着していない。
属名のAseroeは古典ギリシア語のAsē/αση（いとわしい、嫌な）とroē/ροη（液汁）とを結合させたものであり、成熟した子実体に付着した粘液状の胞子塊が強い悪臭を放つことに基づいている。また種小名のarachnoideaもギリシア語起源で蜘蛛に似たものを意味し、成熟・伸長した子実体の上面観が脚を大きく広げたクモ類に似ている点に由来している。
英語圏では Starfish stinkhorn（直訳すればヒトデスッポンタケ）と呼ばれるが、これは同属のアカイカタケをも含めて用いられる名である。

## 食・毒性
毒性の有無について明記した文献は知られていないが、採集される機会が少ないこと・きのこが中空でもろく、ボリュームに乏しいこと・悪臭があることなどを鑑みれば、ほとんど食用的価値はないと考えられる。

## 培養方法
未熟で白色の卵状をなしているものを選び、その内部組織を無菌的に取り出して培地に植えつければ、比較的簡単に純粋培養菌株を得ることができる。麦芽エキス寒天培地上では、菌糸は5-39℃の温度範囲で生存するが、生育の至適温度は30-34℃である。
培地としては、麦芽エキス寒天培地のほか、ジャガイモ＝ショ糖寒天培地やフレグラー氏（Flegler）寒天培地（ブドウ糖1 g、麦芽エキス5 g、硝酸アンモニウム 0.5 g、リン酸二水素カリウム0.5 g、硫酸マグネシウム七水塩 0.5 g、クエン酸鉄 5 mg、チアミン塩酸塩 0.1 mg、蒸留水1000 ml）なども使用でき、適度な水分を含ませたイネわらを用いることもできるが、これらの培地上では子実体の形成はみられない。乾燥酵母を添加した浜田培地上では、ときに子実体形成をみることがあるが、確実性には欠けるという。
子実体形成を安定して誘導するための培養手法としては、イネわら（またはイネのもみがら）とフレグラー氏培地とを併用する方法が考案されており、その手順は以下の通りである：
- イネわら10 gを長さ2-3 cmにカットし、内径9 cm・高さ7.5 cmの腰高シャーレに詰める。
- イネわらを詰めた腰高シャーレに、200 mlの Flegler氏培養液を加え、120℃で30分間の高圧滅菌を行い、培地が冷めた後、余分な培養液を無菌的に捨てる。
- あらかじめ麦芽エキス寒天培地上で純粋に生育させておいたイカタケの菌株を植えつけ、30℃の暗黒下で培養する。
- 培地全体に菌糸がじゅうぶんに蔓延した後（培養開始から13-19日経過後）に、25℃の雰囲気下に移し、100-200ルクスの照度（10 Wのタングステンランプを用いるとよい）を与えながら後培養を行う。この際、腰高シャーレの側壁を、黒色のビニールテープを用いて外面から覆って遮光する（子実体がシャーレの壁面に密着して形成されるのを防ぐため）とよい。
- 照明下での後培養を開始してから、おおよそ一ヶ月程度で成熟した子実体が形成される。

なお、上記の操作において、照明下であっても30℃のままで培養を継続した場合、あるいは25℃に移しても照明を行わなかった場合には、子実体は形成されなかったという。

## 成分
おもに殻皮中層（球状の幼い子実体において、厚く半透明のゼラチン状をなす部分）に存在する成分として、グリクロナン（直鎖状多糖類）が見出されている。イカタケに存在するグリクロナンは、1-4結合したα-L-イズロン酸残基とβ-D-グルクロン酸残基とによって構成されており、その結合モル比は1:2であるという。
この成分は、同じくスッポンタケ目スッポンタケ科に置かれてはいるものの、別属のスッポンタケ属に分類されるスッポンタケ（Phallus impudicus L.）からも検出されている。
なお、同じくスッポンタケ目スッポンタケ科の別属であるサンコタケ属に置かれているサンコタケ（Pseudocolus fusiformis (E. Fischer) Lloyd）においては、グリクロナンの構成要素については、イカタケやスッポンタケと同様であるものの、それらの結合モル比は1:3であるとされている。

## 保護
以下の府県および自治体において作成されたレッドデータブックに収録されているが、減少原因に関する分析や具体的な保護手法については、ほとんど検討されていないに等しい。また、環境省が作成したレッドリストおよびレッドデータブックには収録されていない。
- 三重県 ＝ 絶滅危惧IB類[20]。
- 滋賀県 ＝ 要注目種。
- 大阪府堺市 ＝情報不足[36]。
- 京都府 ＝ 絶滅寸前種。減少要因として、田畑へのもみがらの散布が減っていることが推定されている[37]。
- 愛媛県 ＝ 絶滅危惧II類（VU）。県内では1982年に宇和町で最初に確認され、1984年には松山市でも見出されたが、近年の確認はないという[24]。